# Bracon leprieurii
Bracon leprieurii är en stekelart som beskrevs av Maximilian Spinola 1840. Bracon leprieurii ingår i släktet Bracon och familjen bracksteklar. Inga underarter finns listade.